# Anna Rytter
Anna Rytter (født 7. februar 1978) socialarbejder, foredragsholder og skribent, tidligere medlem af Odense Byråd for Enhedslisten i perioden mellem 2005-2009, og var ved valget i 2011 opstillet som folketingskandidat i Odense, uden at komme ind. Universitetsuddannet med en grunduddannelse i filosofi, men har haft mange forskellige beskæftigelser. Har været næstformand for Odense Handicapråd, og medlem i bestyrelser hos Statens Kunstfond og Statens Kunstråd.
Anna Rytter er opvokset i Magleby på Møn. Privat har Anna Rytter boet 15 år i Odense, hun konverterede til islam i 1996, hun betragter sig selv som sekulær muslim, hun bor i dag (2012) på Østerbro i København med sin mand Hassan, der stammer fra Somalia. Parret har en søn. Hun har været medlem af Enhedslisten siden 2002, hun startede sin politiske karriere i Antiracistisk netværk i Odense.
Anna har flere gange vakt pressens opmærksomhed, senest da hun som dansk muslim besluttede at opstille til folketingsvalget. Men også da hun ikke mente børn- og ungeudvalget i Odense skulle blande sig i hvordan muslimer holder ramadan. Anna Rytter fik til folketingsvalget 2015 ikke opbakning til genopstilling i Enhedslisten og stillede derfor ikke op.
Siden 2011 har Anna Rytter og familien været bosat på Østerbro i København. 

### Notater
1. 1 2 3  Enhedslisten Odenses side om Anna Rytter (Webside ikke længere tilgængelig)
2. ↑  Ny muslim vil i Folketinget for Enhedslisten, information.dk, 21. februar 2010
3. ↑  "Politikere skal ikke blande sig i ramadanen, fyns.dk, 11. september 2008". Arkiveret fra originalen 12. september 2008. Hentet 27. januar 2012.
4. ↑  Enhedslisten vrager kontroversiel kandidat, 30. juni 2014, Tv2 Nyhederne, set 20. juni 2015